# ایلوائیت
ایلوائیت  (به انگلیسی: Ilvaite) با فرمول شیمیایی CaFe2+ 2Fe3+ [OH-O-Si2O7] از مجموعه کانی هاست و از نام لاتین جزیره(Elbe(ilva اخذ شده‌است. محلول در HCl CaO:۱۳٫۶۹٪ FeO:۳۵٫۲٪ Fe2O۳:۱۹٫۵۵٪ SiO۲:۲۹٫۳۶٪ H2O:۲٫۲٪ و ادخال‌های Mn , Mg برای اولین بار در آمریکا کشف شد و از نظر شکل بلور: قرصی شکل - ماکله - منشوری - ایزومتری، رنگ: قهوه‌ای خاکستری - سیاه، شفافیت: غیر شفاف، شکستگی: صدفی، جلا: نیمه فلزی - شیشه ای، رخ: خوب - مطابق با سطح ,، سیستم تبلور: ارترومبیک و در رده‌بندی سیلیکات است همچنین خاصیت مغناطیسی ندارد (ضعیف است) و منشأ تشکیل آن دگرگونی مجاورتی است.
همایند کانی‌شناسی (پارانژ) آن سختی - انحلال در اسیدها - رنگ اثر خطلودویژیت - اکتینولیت - تورمالین- اپیدوت- کلسیت- مگنتیت- آمفیبول- اوژیت است، از نظر ژیزمان بلوری - توده‌ای - دانه‌ای - آگرگات رشته‌ای - شعاعی کمیاب است و بیشتر در آلمان غربی و شرقی، ایتالیا و یونان یافت می‌شود.